# Galena Park
Galena Park è una city degli Stati Uniti d'America, situata nella Contea di Harris in Texas.
La popolazione era di 10 887 abitanti al censimento del 2010. Fa parte dell'area metropolitana di Houston–The Woodlands–Sugar Land.

## Geografia fisica
Secondo lo United States Census Bureau, ha un'area totale di 12,59 km² (4,86 mi²).

## Società

### Evoluzione demografica
Secondo il censimento del 2010 c'erano 10 887 abitanti, con una densità di popolazione di 2 178,2 abitanti per miglio quadrato (843,0 ab/km²).